# Liste der Klassischen Philologen an der Universität Mannheim
Die Liste der klassischen Philologen an der Universität Mannheim zählt namhafte Hochschullehrer dieses Faches auf, die an der Universität Mannheim wirkten.
Bei der Gründung der Universität Mannheim (1967) wurde eine ordentliche Professur für Klassische Philologie eingerichtet, der eine Rats- und eine Assistentenstelle zugeordnet wurden. Die Ratsstelle wurde 1974 in eine zweite Professur umgewandelt. Nach der Pensionierung der langjährigen Lehrstuhlinhaber Hans-Jürgen Horn und Burkhart Cardauns (2001) wurden die Lehrstühle nicht neu besetzt. Der Studiengang Klassische Philologie wurde wenige Jahre später eingestellt.

## Liste der Klassischen Philologen
Angegeben ist in der ersten Spalte der Name der Person und ihre Lebensdaten, in der zweiten Spalte wird der Eintritt in die Universität angegeben, in der dritten Spalte das Ausscheiden. Spalte vier nennt die höchste an der Universität Mannheim erreichte Position. An anderen Universitäten kann der entsprechende Dozent eine noch weitergehende wissenschaftliche Karriere gemacht haben. Die nächste Spalte nennt Besonderheiten, den Werdegang oder andere Angaben in Bezug auf die Universität oder das Institut. In der letzten Spalte stehen Bilder der Dozenten.
| Wissenschaftler                 | von     | bis  | Funktionen                           | Bemerkungen | Bild |
| ------------------------------- | ------- | ---- | ------------------------------------ | --- | ---- |
| Ernst Vogt (1930–2017)          | 1967    | 1975 | Ordinarius                           | Spezialist für griechische Literatur und deren Rezeption sowie Wissenschaftsgeschichte; wechselte nach München                                                    |      |
| Hermann Funke (1938–2015)       | 1968    | 2003 | außerplanmäßiger Professor           | Assistent, 1974 habilitiert, 1978 apl. Prof.; Spezialist für griechische Tragödie und Dichtererklärung                                                            |      |
| Clemens Zintzen (1930–2023)     | 1968    | 1969 | Wissenschaftlicher Rat und Professor | Spezialist für lateinische Literatur bis zur Neuzeit; wechselte nach Köln                                                                                         |      |
| Burkhart Cardauns (1932–2022)   | 1969    | 2001 | Ordinarius                           | 1969 Wissenschaftlicher Rat, 1971 außerplanmäßiger Professor, 1974 ordentlicher Professor, Nachfolger Zintzens; Spezialist für römische Religion (Varro)          |      |
| Heinz-Werner Nörenberg (* 1940) | 1969    | 1976 | Akademischer Oberrat                 | Medizinhistoriker, langjähriger Schriftleiter des Gnomon; wechselte nach München                                                                                  |      |
| Hermann Walter (* 1934)         | 1969    | 1999 | Akademischer Oberrat und Professor   | zunächst Assistent, 1978 habilitiert, 1980 Akademischer Oberrat und Professor; Spezialist für römische Grammatik und Mythographie                                 |      |
| Hans-Jürgen Horn (* 1936)       | 1975    | 2001 | Ordinarius                           | Nachfolger Vogts, Spezialist für griechische Philosophie (Platon, Aristoteles)                                                                                    |      |
| Lothar Schaaf (* 1940)          | 1976(?) | 2005 | Akademischer Oberrat                 | Plautusforscher |      |
| Christiane Reitz (* 1953)       | 1988    | 1999 | Hochschuldozentin                    | Wissenschaftliche Assistentin, 1994 habilitiert (Hochschuldozentin); Spezialistin für epische Dichtung und Literatur der neronischen Zeit; wechselte nach Rostock |      |